# Novetlè
Novelé är en ort i Spanien.   Den ligger i provinsen Província de València och regionen Valencia, i den östra delen av landet, 300 km sydost om huvudstaden Madrid. Novelé ligger 133 meter över havet och antalet invånare är 746.
Terrängen runt Novelé är huvudsakligen kuperad, men åt nordost är den platt. Runt Novelé är det ganska tätbefolkat, med 139 invånare per kvadratkilometer. Närmaste större samhälle är Xàtiva, 2,8 km öster om Novelé. 